# José Ignacio Álvarez de Salazar
José Ignacio Álvarez de Salazar (Santa Fe de Bogotá, siglo XIX) fue un eclesiástico colombiano. Participó en el Acta de independencia de Colombia del 20 de julio de 1810.

## Biografía
Estudió en el Colegio Mayor de San Bartolomé. Representó a Vélez (Santander) en el Congreso. Apoyó a Antonio Nariño. Firmó la Constitución de Cundinamarca y el Acta de la Revolución de Independencia del 20 de julio de 1810.
Murió en Bogotá como capellán de la Ermita de La Peña.

## Homenajes
En 2013 la Cuarta División del Ejército Nacional de Colombia creó un Batallón con su nombre.